# 楠木しんいち
楠木 しんいち（くすき - 、本名：楠木 信一、1957年 - ）は、日本のフォークシンガー。
高知県高知市生まれ。高知県立追手前高等学校卒業。立命館大学中退後、25歳から63歳の今日まで一度も就職することなく演奏で得た収入だけで生活を続けている。リュックを背負い、ギターケースだけを抱えた旅は、時には青春18きっぷを使い、時にはヒッチハイクで、全国のライブハウス、居酒屋、路上などで出演するライブは年間120本に及ぶ。京都市左京区在住。
代表作「思い出は月の光の向こう側」は全国で様々なミュージシャンにカヴァーされ歌わている。

## ディスコグラフィー
- 2009年「まほろば」（SWJレコーズ）
- 2020年「Paradise パラダイス」（マグマレコード）